# Tanutamani
Tanutamani (... – 653 a.C. circa) è stato un faraone della XXV dinastia egizia ed un sovrano del regno di Kush.
| Nome Horo | nomen      | documenti assiri   | testi greci | Altri nomi |
| Wah-merut | Tanuatamon | Undamane/Tandamane | Tementhes   | Tantamani  |

## Biografia
Tanuatamon fu l'ultimo sovrano della XXV dinastia e regnò circa otto anni. Non è citato nelle liste di Manetone ma il suo nome compare negli annali assiri. Figlio di Shabataka e nipote di Taharqa salì al trono alla morte dello zio dopo un anno di coreggenza.
Testo principale per la conoscenza degli avvenimenti del regno di questo sovrano è la cosiddetta Stele del sogno (nome che sembra voler collegare Tanuatamon con Thutmose IV) eretta dal sovrano stesso.
Tanuatamon, approfittando delle circostanze che trattenevano l'esercito assiro lontano dall'Egitto decise di tentare di riconquistare la valle del Nilo e pertanto discese il fiume fino a Tebe dove venne accolto come un liberatore da Montuemhat e dalla Divina Sposa di Amon Shapenewpet II.
Forte dell'appoggio della tebaide il sovrano proseguì la marcia verso nord e sconfisse, nei pressi di Menfi, i principi della rivolta ossia i dinasti egizi rimasti fedeli al sovrano assiro. Nella battaglia cadde Necho I di Sais considerato il fondatore della XXVI dinastia.
Nella Stele del sogno il sovrano descrive l'omaggio resogli dai principi del Basso Egitto, guidati da Peqrur di Per Soped, tra i principi risulta mancante Psammetico I di Atribi, figlio di Necho I.
Il trionfo fu di breve durata: Ashshurbanipal ritornò rapidamente in Egitto dove, dopo aver sconfitto Tanuatamon riconquistò Menfi e saccheggiò Tebe, portandone via il tesoro del tempio di Karnak e dividendo tutto in territorio in piccole signorie a lui fedeli.
Tanuatamon si rifugiò a Napata dove morì nel 656 a.C. I suoi successori non tentarono più di riconquistare la sovranità sull'Egitto e continuarono a regnare sulla Nubia spostando ancora più a sud la loro sfera d'influenza fino a dare vita a quello che sarà conosciuto come Regno di Meroe.

## Titolatura
| G5 |

| G5 |

| V29 | mr · t |

| V29 | mr · t |

| V29 | mr · t |

| V29 | mr · t |

| V29 | mr · t |

| V29 | mr · t |

| V29 | mr · t |

| V29 | mr · t |

| G16 |

| G16 |

|  |

| G8 |

| G8 |

|  |

| M23 · X1 | L2 · X1 |

| M23 · X1 | L2 · X1 |

| N5 | E10 | D28 |

| N5 | E10 | D28 |

| N5 | E10 | D28 |

| N5 | E10 | D28 |

| N5 | E10 | D28 |

| N5 | E10 | D28 |

| N5 | E10 | D28 |

| N5 | E10 | D28 |

| G39 | N5 |

| G39 | N5 |

| i | mn · n | N17 · V4 | n · U33 |

| i | mn · n | N17 · V4 | n · U33 |

| i | mn · n | N17 · V4 | n · U33 |

| i | mn · n | N17 · V4 | n · U33 |

| i | mn · n | N17 · V4 | n · U33 |

| i | mn · n | N17 · V4 | n · U33 |

| i | mn · n | N17 · V4 | n · U33 |

| i | mn · n | N17 · V4 | n · U33 |